# 대한민국 형법 제269조
대한민국 형법 제269조는 낙태에 대한 형법각칙의 조문이다. 낙태죄는 폐지되었다.

## 조문
제269조(낙태) ① 부녀가 약물 기타 방법으로 낙태한 때에는 1년 이하의 징역 또는 200만원 이하의 벌금에 처한다. <개정 1995.12.29>
②부녀의 촉탁 또는 승낙을 받아 낙태하게 한 자도 제1항의 형과 같다. <개정 1995.12.29>
③제2항의 죄를 범하여 부녀를 상해에 이르게 한 때에는 3년 이하의 징역에 처한다. 사망에 이르게 한 때에는 7년 이하의 징역에 처한다. <개정 1995.12.29>

第269條(落胎) ① 婦女가 藥物 其他 方法으로 落胎한 때에는 1年 以下의 懲役 또는 200萬원 以下의 罰金에 處한다. <改正 1995.12.29.>
②婦女의 囑託 또는 承諾을 받아 落胎하게 한 者도 第1項의 刑과 같다. <改正 1995.12.29.>
③第2項의 罪를 犯하여 婦女를 傷害에 이르게 한 때에는 3年 以下의 懲役에 處한다. 死亡에 이르게 한 때에는 7年 以下의 懲役에 處한다. <改正 1995.12.29.>

## 참조 조문
모자보건법 제14조(인공임신중절수술의 허용한계) ① 의사는 다음 각 호의 어느 하나에 해당되는 경우에만 본인과 배우자(사실상의 혼인관계에 있는 사람을 포함한다. 이하 같다)의 동의를 받아 인공임신중절수술을 할 수 있다.
1. 본인이나 배우자가 대통령령으로 정하는 우생학적(優生學的) 또는 유전학적 정신장애나 신체질환이 있는 경우
2. 본인이나 배우자가 대통령령으로 정하는 전염성 질환이 있는 경우
3. 강간 또는 준강간(準強姦)에 의하여 임신된 경우
4. 법률상 혼인할 수 없는 혈족 또는 인척 간에 임신된 경우
5. 임신의 지속이 보건의학적 이유로 모체의 건강을 심각하게 해치고 있거나 해칠 우려가 있는 경우
② 제1항의 경우에 배우자의 사망·실종·행방불명, 그 밖에 부득이한 사유로 동의를 받을 수 없으면 본인의 동의만으로 그 수술을 할 수 있다.
③ 제1항의 경우 본인이나 배우자가 심신장애로 의사표시를 할 수 없을 때에는 그 친권자나 후견인의 동의로, 친권자나 후견인이 없을 때에는 부양의무자의 동의로 각각 그 동의를 갈음할 수 있다. [전문개정 2009.1.7.]

## 해설
형법에 현재의 낙태죄가 규정된 건 1953년이지만, 거의 50년 동안 이 조항은 사문화되었고 1960년대 이후 정부는 경제발전을 위해 강력한 출산억제 정책을 실시했고, 인구억제책의 일환으로 ‘낙태버스’가 운영될 만큼 낙태가 ‘피임’의 한 방법으로 인식되던 시절도 있었다

## 판례

### 조산사의 태아 낙태의 위헌성
형법 제270조 1항은 “의사, 한의사, 조산사, 약제사 또는 약종상이 부녀의 촉탁 또는 승낙을 받아 낙태하게 한 때에는 2년 이하의 징역에 처한다”고 규정하고 있다. 그런데 형법 제269조 1항의 자기낙태죄 조항이 임부의 자기결정권을 침해하여 헌법에 위반된다고 판단되면, 임부의 부탁을 받아 이를 도와주는 조산사 등을 징역에 처하도록 규정한 조항도 위헌이라 볼 수 있기 때문에 낙태죄의 위헌여부가 먼저 검토되어야 한다. 살피건대 인간의 생명은 고귀하고, 태아가 비록 그 생명의 유지를 위하여 모에 의존해야 하지만 그 자체로 모와는 별개의 생명이고 특별한 사정이 없는 한 인간으로 성장할 가능성이 크므로 태아에게도 생명권이 인정되어야 한다. 또한 사익인 임부의 자기결정권이 태아의 생명권 보호라는 공익에 비하여 결코 중하다고 볼 수 없으므로 자기낙태죄 조항은 헌법에 위반되지 않는다.

## 참고 문헌
- 김재윤(학원인), 손동권 저, 새로운 형법각론, 율곡출판사, 2013. ISBN 9788997428342
- 고시면. (2021, 5). (형법 제269조 제1항과 제270조 제1항에 대한 위헌결정으로) 2021년 초에 사라진 일부 낙태죄와 관련한 신풍속도. 사법행정, 62(5), 2-34.
- 강지현, 민영성. (2020). 형법 제269조 제1항 헌법불합치 결정에 따른 낙태죄의 법제정비 방안. 법학연구, 61(1), 39-62.

## 같이 보기
- 낙태죄
- 모자보건법